# 10056 Johnschroer
A 10056 Johnschroer (ideiglenes jelöléssel (10056) 1988 BX3) a Naprendszer kisbolygóövében található aszteroida. Henri Debehogne fedezte fel 1988. január 19-én.

## Kapcsolódó szócikk
- Kisbolygók listája (10001–10500)